# Počítačová hra
Počítačová hra či zkráceně PC hra je videohra (zábavný software) zprostředkovaná interaktivním softwarem na desktopových platformách – operačních systémech stolních počítačů, notebooků, atp. (např. Windows či Linux Fedora).

## Hra
Výsledkem vývoje počítačové hry je virtuální svět nebo prostředí, do kterého může hráč pomocí komponentů připojených k počítači (myš, klávesnice, joystick, gamepad a další) vstoupit a jeho dění ovlivňovat. K interakci dochází na základě zásahu hráče do spuštěného programu, který byl pro takový zásah vyvíjen. Obvykle se jedná o určitý úkol, který musí hráč splnit za daných podmínek nebo v časovém limitu, zvítězit v simulaci sportu či boje, případně dosáhnout jiného cíle odvislého od námětu a žánru hry i záměru vývojářů. Existují ale i tzv. sandboxové hry, které nemají žádný konkrétní cíl.

## Počítačové hry ovíce hráčích
Takové hry se dají hrát s jinými hráči. Různí hráči se mohou pomocí „sesíťování“ všech svých počítačů (nebo pomocí internetu) a napojením/přihlášením setkat v reálném čase v programu jedné a tytéž hry, s cílem kooperativního jednání nebo naopak se setkat jako protivníci či vytvořit v některých hrách i rozličné nepřátelské nebo spřátelené týmy. Hry o více hráčích (Multiplayer) jsou velmi populární mezi počítačovými hráči a to zejména proto, že lidský protivník či spoluhráč je mnohem atraktivnější volbou ve virtuálním světě, nežli počítačem ovládaný subjekt. Hry nabízí spektrum nápadů a možností využití herního prostředí hráčům, odvíjející se od žánru i technologického zpracování hry. Dnes téměř každá komerčně úspěšná hra nabízí možnost hry více hráčů.

### Hry hrané po Internetu
Online hra je počítačová hra, která umožňuje hraní po internetu. Buď je hra specificky pro takovou hru více hráčů navržena, nebo nabízí online hru jako druhou možnost vedle hry pro jednoho hráče bez potřeby připojení k síti.
Dělí se do těchto kategorii:
- MOBA (Multiplayer online battle arena)
- MUD (Multi-User Dungeon)
- MMOG (Massively-Multiplayer Online Game)
  - MMORPG (Massively-Multiplayer Online Role Playing Game)
  - MMORTS (Massively-Multiplayer Online Real-Time Strategy)
  - MMOFPS (Massively-Multiplayer Online First Person Shooter)

### Hry hrané na jednom počítači
Na jednom počítači může až několik hráčů najednou zasahovat do dění na obrazovce (běžně až čtyři), přičemž počet hráčů, kteří zasahují do hry je obvykle limitován samotnou hrou nebo množstvím ovládacích zařízení, které jsou k počítači k dispozici nebo jejich možností je k počítači připojit. Tento způsob hraní už však dnes u komerčních titulů nebývá k vidění, zejména pro značné nepohodlí několika hráčů tísnících se u jedné obrazovky, a tak zůstává doménou hlavně starších akčních arkádových her např. typu Dyna Blaster nebo závodů vozidel (např. Lotus) apod.

#### Hotseat
Tento způsob či mód hraní ve více hráčích je stále využíván zejména u her hraných po kolech (především strategických her jako Heroes of Might and Magic). Hráči se střídají pouze na jednom počítači, což je výhoda, délka hraní se však může neúměrně protahovat, což bývá ošetřeno např. časovým limitem. Je zároveň na nich, zda sledují tahy protivníka či ne.

#### Split screen
Split screen je multiplayerový mód k vidění u starších her, zvláště těch, které ještě nepodporovaly hraní po síti. Spočívá v rozdělení obrazovky do několika částí, podle počtu hráčů. Každý hráč pak vidí na obrazovce svou část hry. Obrazovka se však u některých her ani dělit nemusí, sdílí-li všichni hráči stejný pohled (např. Dyna blaster), přesto stále platí, že hrají všichni najednou: nestřídají se, nýbrž se ovlivňují ve hře v reálném čase.

### Boti
Bot (zkráceně z "robot", programový) je počítačem simulovaný hráč užívaný k tréninku nebo i k hraní, když není momentálně možnost živých spoluhráčů. Některé AI jsou jen primitivní (a jako protihráči jen slabí), jindy jsou vůči hráči (human player) ve výhodě: rychlostí zpracování dat, přístupem k informacím, ke kterým hráč nemá přístup, uplatněním pravidel platným jen pro počítačem řízené postavy… Mohou proto mít nastavitelné atributy, z čehož pak vyplývá vyváženost obtížnosti a vůbec hratelnost.

### Hry hrané po místní síti
Hry hrané po místní síti se hrají hráči proti sobě navzájem (PvP) nebo spolu proti postavám počítačů. Počet možných hráčů je omezen enginem hry. Nejčastěji používají protokol TCP/IP. Jeden hráč zakládá hru a stává se tedy „hostitelem“, ostatní hráči se k němu připojují jako „klienti“. Hostitel přednastavuje vlastnosti hry buď v menu nebo přes konzoli. Moderní hry umožňující multiplayer po LAN v sobě často mívají implementovanou možnost na založení samostatného serveru (např. pro správu herního prostředí, tzv. Dedicated server v Counter-Strike).

## Způsoby interakce

### Kamera
Hráčův pohyb po virtuálním světě snímá kamera, která může být statická nebo plovoucí, což záleží na typu hry, nastavení nebo grafickém enginu. Záběry kamery jsou poté přenášeny na hráčův monitor pro zobrazení dění ve hře.

U statické kamery jsou přednastaveny její polohy, hráč pak může přepínat mezi těmito pohledy například klávesou a zvolit si tak pro něho ideální pohled (statické kamery je využíváno zejména u závodních her – pohled z nárazníku, z kabiny, zpoza auta,..).

Plovoucí kamera je ovládána hráčem a ten si sám určuje její vzdálenost a úhel natočení většinou pomocí pohybu myši. Toho je využíváno zejména u her, kde má hráč velkou volnost pohybu, jako jsou MMORPG hry.

U některých her se můžeme setkat s různou kombinací statické a plovoucí kamery. Například je pevně dán úhel pohledu na bojiště, ale kameru lze přibližovat a oddalovat nebo nelze zoomovat, ale lze rotovat pod pevným úhlem pohledu, atp.

Základní pojmy pro typ kamery jsou:
- First person – pohled z očí hrané postavy, vytváří dojem jako byste byli ve hře.
- Third person – pohled třetí osoby, vidíte ovládanou postavu před/pod sebou, dává větší přehled o tom, co se ve hře děje kolem Vás.

### Grafika
Grafické zpracování je další určující součástí hry, která ukazuje její obsah z vizuálního hlediska. Každá hra (pokud není založena na ryze textové interakci s hráčem) má své grafické znázornění. Některé (zejména moderní hry) mají díky množství efektů vysoké nároky zejména na výkon grafické karty.

#### Herní prostředí
Zpracováno 2D nebo 3D.
- jeden rozsáhlý a detailní svět – RPG hry, adventury, akční hry
- okruhy, stadiony atp. – sportovní hry, závodní hry, simulátory
- početné a rozsáhlé lokace – simulátory, adventury, arkády, akční hry, logické hry
- jedno obměňované herní prostředí – arkády, logické hry, sportovní hry
- Rozlehlými světy se vyznačují RPG hry.
- Arkády a logické hry si většinou vystačí s neměnným prostředím, jen lehce obměněným, hraje-li se hra např. na kola nebo dosáhl-li hráč určitého počtu bodů. V arkádách, logických hrách a simulacích se nejčastěji setkáme s výrazem Game Over, který znamená neúspěch – Konec hry.
- Adventury mívají početné lokace k prozkoumávání, ale stejně jako RPG hry se mohou vyznačovat rozsáhlým světem.
- Závodní hry se samozřejmě odehrávají v lokacích prostoupených dráhou pro pohyb vozidla nebo několika okruhy.
- Letecké simulátory jsou zase logicky vymezeny vzdušným prostorem nad rozsáhlou lokací, jiné simulátory se odehrávají nejčastěji v rozsáhlé lokaci s detailním a uceleným prostranstvím.
- Prostředí sportovních her jsou taktéž příznačná – stadiony, okruhy atd.

## Obvyklá herní schémata, výrazy apojmy
- New Game (Nová hra)
- Load Game (Načíst uloženou hru)
- Save game (Uložit hru)
- Quick save/load (Rychlé uložení/načtení)
- Single player (Hra pro jednoho hráče)
- Multiplayer (Hra více hráčů)
- Game Over (Konec hry)
- Level (Úroveň)
- Score (Body)
- Respawn (obnovení postavy po ztrátě života)

- XP (Z anglického "experience" - čili zkušenosti)

- Co–Op (hru, ve které hráči mohou vzájemně spolupracovat)